# Velibor Topić

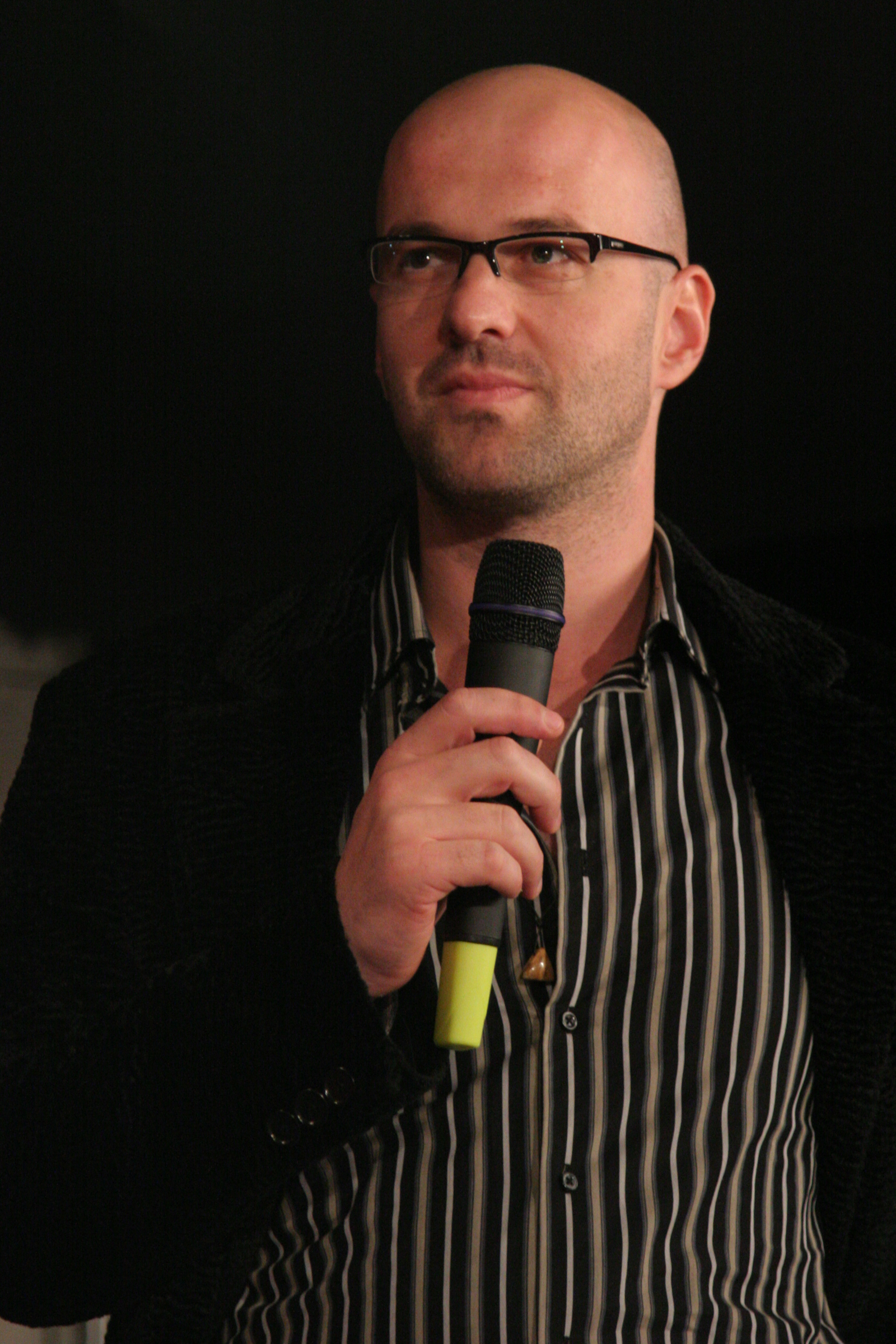
Velibor Topić, 2007

Velibor Topić (* 24. Juli 1970 in Mostar, SR Bosnien und Herzegowina, SFR Jugoslawien) ist ein bosnischer, in Großbritannien lebender und arbeitender Schauspieler.

## Biografie
Velibor Topić wurde in der bosnischen Stadt Mostar in eine Familie mit gemischter serbischer, bosnischer und kroatischer Herkunft geboren. Während des Bosnienkrieges lebte er in Sarajevo, wo er Teil einer Theatergruppe wurde und dadurch erste schauspielerische Erfahrungen sammelte.
1996 zog Topić nach London. Seither war er in größtenteils englischsprachigen Film- und Fernsehproduktionen (zumeist in Nebenrollen) zu sehen. Er war  an rund 69 britischen Produktionen sowie Hollywood-Filmen beteiligt. Regisseure, mit denen er im Laufe seines Berufslebens zusammengearbeitet hatte, sind unter anderem Ridley Scott (insgesamt 3 Filme), Guy Ritchie, Tom Hooper, Matthew Vaughn und Anthony Minghella.

## Filmografie
- 1997: The Saint – Der Mann ohne Namen (The Saint)
- 1997: Taggart (Fernsehserie, 1 Folge)
- 1997: Police 2020
- 1999: Casualty (Fernsehserie, 1 Folge)
- 1999–2009: The Bill (Fernsehserie, 6 Folgen)
- 2000: The Railway Children (Fernsehfilm)
- 2000: Masterpiece Theatre (Fernsehserie, 1 Folge)
- 2000: Snatch – Schweine und Diamanten (Snatch)
- 2001: As If (Fernsehserie, 1 Folge)
- 2001: Always and Everyone (Fernsehserie, 1 Folge)
- 2001: Bodywork
- 2001: Randall & Hopkirk (Fernsehserie, 1 Folge)
- 2002: Red Siren (La sirène rouge)
- 2002: Ultimate Force (Fernsehserie, 1 Folge)
- 2003: Messias 2: Vengeance Is Mine (Fernseh-Zweiteiler)
- 2003: Tomb Raider: The Angel of Darkness (Videospiel, Stimme)
- 2003: The Vice (Fernsehserie, 1 Folge)
- 2003: Heißer Verdacht – Die letzten Zeugen (Prime Suspect VI: The Last Witness, Fernseh-Zweiteiler)
- 2004: William and Mary (Fernsehserie, 2 Folgen)
- 2004: Cargo
- 2005: Königreich der Himmel (Kingdom of Heaven)
- 2005: Silent Witness (Fernsehserie, 2 Folgen)
- 2005: Rose and Maloney (Fernsehserie, 1 Folge)
- 2006: Holby City (Fernsehserie, 1 Folge)
- 2006: Second in Command
- 2006: Coming Up (Fernsehserie, 1 Folge)
- 2006: Breaking and Entering – Einbruch & Diebstahl (Breaking and Entering)
- 2007: Das Chaos – Gar nicht allein zu Haus! (The All Together)
- 2007: HolbyBlue (Fernsehserie, 6 Folgen)
- 2007: Die Lebenden und die Toten (Živi i mrtvi)
- 2007: The Englishman
- 2008: Die Scharfschützen – Der letzte Auftrag (Sharpe's Peril, Fernsehfilm)
- 2009: Goal 3 – Das Finale (Goal! III)
- 2009: Extreme Vocational Experiences (Kurzfilm)
- 2010: Hustle – Unehrlich währt am längsten (Fernsehserie, 1 Folge)
- 2010: Robin Hood
- 2010: Die Tränen des Mörders (Thorne, Fernsehproduktion)
- 2010: GoldenEye 007 (Videospiel, Stimme)
- 2010: London Boulevard
- 2011: Cars 2 (Stimme)
- 2012: Djeca – Kinder von Sarajevo (Djeca)
- 2012: Footsoldiers of Berlin – Ihr Wort ist Gesetz (St George's Day)
- 2012: 007 Legends (Videospiel, Stimme)
- 2013: Company of Heroes (Company of Heroes)
- 2013: Outpost: Rise of the Spetsnaz
- 2013: The Counselor
- 2013: Ambassadors (Fernsehserie, 3 Folgen)
- 2013: Convenience
- 2014: Mea Culpa – Im Auge des Verbrechens (Mea Culpa)
- 2014: Da Vinci’s Demons (Fernsehserie, 3 Folgen)
- 2014: Flim: The Movie
- 2014: Coming Up (Fernsehserie)
- 2014: The Smoke (Fernsehserie)
- 2014: The Game (Fernsehserie, 2 Folgen)
- 2014: Kingsman: The Secret Service
- 2014: Vera – Ein ganz spezieller Fall (Fernsehserie, 1 Folge)
- 2014–2015: Suspects (Fernsehserie, 2 Folgen)
- 2015: Taken in Marokko – Die Marrakesch Verschwörung
- 2015: The Healer
- 2015: Crossing Lines (Fernsehserie, 1 Folge)
- 2016: Verräter wie wir (Our Kind of Traitor)
- 2016: The White Room
- 2017: Mrtve ribe
- 2017–2018: Čista ljubav (Fernsehserie, 44 Folgen)
- 2018: Pocivali u miru (Fernsehserie, 6 Folgen)
- 2018: Experiment 77
- 2018: Dead in A Week oder Geld zurück (Dead in a Week or Your Money Back)
- 2018: Mission: Impossible – Fallout
- 2018: The Witness
- 2019: Cirku Fluturues
- 2020: Medical Police (Fernsehserie, 1 Folge)
- 2021: Outside the Wire
- 2025: Criminal Squad 2 (Den of Thieves 2: Pantera)